# ثابت بولتزمن
| مقادیر k                     | واحد    |
| ---------------------------- | ------- |
|                              | J K−۱   |
|                              | eV K−۱  |
| ‎۱٫۳۸۰۶۴۸۸(۱۳)‎×۱۰−۱۶ ‏         | erg K−۱ |
| برای تفاصیل پایین را ببینید. |         |

ثابت بولتزمن (به انگلیسی: Boltzmann constant یا kB) که ب
است که انرژی جنبشی نسبی ذرات گاز ایدئال را به دما گاز ایدئال مرتبط می‌کند. ثابت بولتزمن از تقسیم ثابت جهانی گازها R بر عدد آووگادرو NA بدست می‌آید:
مطابق تعریف جدید(لازم الاعمال پس از 20 می 2019)، ثابت بولتسمان دقیقاً برابر است با {\displaystyle k=1.380649(0)\times 10^{-23}kg.m^{2}.K^{-1}.s^{-2}}

## نقش ثابت بولتزمن
ثابت بولزمان، k، پلی است بین فیزیک ماکروسکوپیک و فیزیک میکروسکوپیک. به صورت ماکروسکوپیک، قانون گاز کامل این گونه بیان می‌شود که برای یک گاز کامل حاصل‌ضرب فشار p و حجم V متناسب است با حاصلضرب مقدار ماده n (در واحد مول) و دمای کامل T:
{\displaystyle pV=nRT\,}
که در آن R ثابت گاز (۸٫۳۱۴۴۶۲۱ ژول بر مول کلوین) می‌باشد. با وارد کردن ثابت بولتزمان قانون گاز کامل می‌تواند به شکل زیر نوشته شود:
{\displaystyle pV=NkT,}
که در آن N تعداد مولکول‌های گاز می‌باشد. برای یک مول، N برابر خواهد بود با عدد آووگادرو.

### نقش در آنتروپی
در مکانیک آماری، انتروپی یک سیستم از فرمول زیر بدست می‌آید:
{\displaystyle S=k\,\ln \Omega .}
که در آن:
S آنتروپی.
k ثابت بولتزمن
{\displaystyle \Omega .} جایگشت ماکرو حالت‌های یک میکرو حالت است.

### نقش در نیمه‌رساناها
در نیمه‌رساناها ولتاژ حرارتی از فرمول زیر بدست می‌آید
{\displaystyle V_{T}={kT \over q},}
که در آن q بار بنیادی و برابر 1.602 176 487 ‎×۱۰−۱۹ C است.

## ثابت بولتزمن در واحدهای پلانک
در سیستم یکاهای طبیعی پلانک مقدار این ثابت برابر یک است و نتیجه می‌دهد
{\displaystyle {E={\frac {1}{2}}T}\ }
که مقدار انرژی جنبشی متوسط ذرات یک گاز به در دماهای مختلف به ازای هر درجه از آزادی است.

### در واحدهای دیگر
| مقادیر k               | یکاها      | توضیحات                                                                        |
| ---------------------- | ---------- | ------------------------------------------------------------------------------ |
| ‎ ۱٫۳۸۰ ۶۴۸۸(۱۳)‎×۱۰−۲۳ ‏ | J/K        | یکاهای SI , مقادیر ۲۰۱۲ CODATA , J/K = m۲·kg/(s۲·K) در یکاهای اصلی SI          |
| ‎ ۸٫۶۱۷ ۳۳۲۴(۷۸)‎×۱۰−۵ ‏  | eV/K       | مقادیر ۲۰۱۰ CODATA ۱ eV = ۱٫۶۰۲ ۱۷۶ ۵۶۵(۳۵)‎×۱۰−۱۹ J 1/kB = 11 604.519(11) K/eV |
| ‎ ۲٫۰۸۳ ۶۶۱۸(۱۹)‎×۱۰۱۰ ‏  | Hz/K       | مقادیر ۲۰۱۰ CODATA 1 Hz·ثابت پلانک = ۶٫۶۲۶ ۰۶۹ ۵۷(۲۹)‎×۱۰−۳۴ J                  |
| ‎ ۳٫۱۶۶ ۸۱۱۴(۲۹)‎×۱۰−۶ ‏  | EH/K       | EH = ۲Rhc = ۴٫۳۵۹ ۷۴۴ ۳۴(۱۹)‎×۱۰−۱۸ J = 6.579 683 920 729(33) Hz·h              |
| ‎ ۱٫۳۸۰ ۶۴۸۸(۱۳)‎×۱۰−۱۶  | erg/K      | دستگاه cgs, 1 erg = ۱‎×۱۰−۷ J                                                   |
| ‎ ۳٫۲۹۷ ۶۲۳۰(۳۰)‎×۱۰−۲۴ ‏ | cal/K      | 1 Steam table cal = 4.1868 J                                                   |
| ‎ ۱٫۸۳۲ ۰۱۲۸(۱۷)‎×۱۰−۲۴ ‏ | cal/°R     | ۱ °R = 5/9 K                                                                   |
| ‎ ۵٫۶۵۷ ۳۰۱۶(۵۱)‎×۱۰−۲۴ ‏ | ft lb/°R   | ۱ نیروی فوت-پوند = 1.355 817 948 331 4004 J                                    |
| ‎ ۰٫۶۹۵ ۰۳۴ ۷۶(۶۳) ‏     | cm-۱/K     | مقادیر ۲۰۱۰ CODATA 1 cm−1 ·hc = ۱٫۹۸۶ ۴۴۵ ۶۸۳(۸۷)‎×۱۰−۲۳ J                      |
| ‎ ۰٫۰۰۱ ۹۸۷ ۲۰۴۱(۱۸) ‏   | kcal/mol/K | بر مول معمولاً در مکانیک آماری استفاده می‌شود.                                   |
| ‎ ۰٫۰۰۸ ۳۱۴ ۴۶۲۱(۷۵) ‏   | kJ/mol/K   | بر مول معمولاً در مکانیک آماری استفاده می‌شود.                                   |
| ‎ ۴٫۱۰ ‏                 | pN·nm      | kT in piconewton nanometer at ۲۴°C, used in biophysics                         |
| ‎ −۲۲۸٫۵۹۹۱۶۷۸(۴۰) ‏     | dBW/K/Hz   | in decibel watts, used in telecommunications                                   |
| ‎ ۱٫۴۴۲۶۹۵(۰۴) ‏         | bit        | در بیت (لگاریتم پایه دو), در آنتروپی اطلاعات استفاده می‌شود                     |
| ‎ ۱ ‏                    | nat        | در نت (لگاریتم پایه e) در آنتروپی اطلاعات استفاده می‌شود                        |